# T–62
A T–62 az 1950-es évek végén a T–54-es közepes harckocsi leváltására kifejlesztett szovjet tank. Sorozatgyártása 1961 és 1975 között folyt. A Szovjetunión kívül Csehszlovákiában és Észak-Koreában is gyártották.

## Története

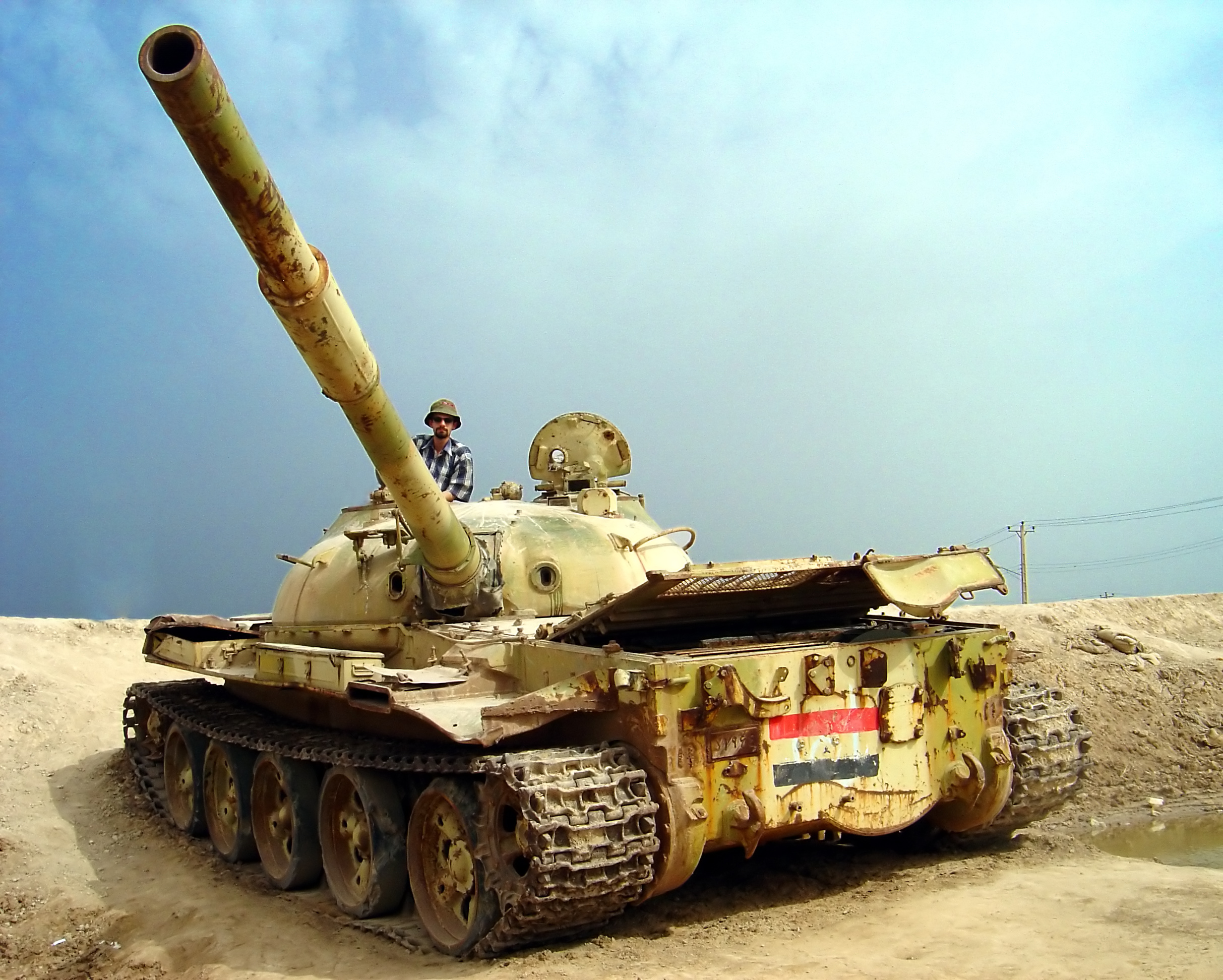
Kilőtt T–62-es harckocsi, az irak–iráni háborúban

A harckocsi fejlesztése 1957-ben kezdődött meg Leonyid Karcev szovjet mérnök vezetésével. Az új harckocsi a T–54-es változaton alapult. Követte annak alapvető elrendezését, illetve ugyanazt a motort és erőátviteli egységet építették be mint elődjénél. A prototípus 1959-ben készült el. 1960–1961-ben folytak a harckocsi próbái, ezt követően, 1961. augusztus 12-én döntöttek a rendszeresítéséről a Szovjet Hadseregben. A T–62-es harckocsi egy szokatlan, integrált hüvelykivető rendszerrel is rendelkezett: az ágyú hátrasiklása kivetette az üres hüvelyt a torony hátsó részén levő csapóajtón. Ez a módszer helyet takarított meg, de csökkentette a tűzgyorsaságot. A típus képes volt mélyvízi átkelésre is, rendelkezett toronyszellőztető rendszerrel, ABV-(atom, biológiai és vegyi) védelemmel is ellátták. Ködgránátvetőkkel nem rendelkezett, ehelyett a kipufogógázba fecskendezett gázolaj segítségével bármikor füstfüggönyt volt képes létrehozni. Sorozatgyártását 1961-ben kezdték el, majd mintegy 20 000 példány megépítését követően, 1975-ben fejezték be. Az 1970-es évek elejétől kezdték el exportálni, főként a Közel-Kelet szovjetbarát országaiba.
A T–62 harckocsi a T–54/55-os sorozat továbbfejlesztése volt, de a típus magas gyártási költsége miatt nem sikerült felváltani vele elődeit, sőt a korábbi változatok előállítása még a T–62 gyártásának leállítását követően is folytatódott. Sikertelenségének az oka, hogy a T–55-höz képest bár a jármű tűzereje alig növekedett (mire rendszeresítették már a 100 mm-es lövegekhez is készült űrméret alatti lőszer és fejlett kumulatív töltet) és a védettsége érdemileg nem javult, a mozgékonyság kismértékű romlása mellett a jármű ára kétszerese volt az elődjének. A U–5TSZ löveg tűzgyorsasága kisebb volt, pontossága oldalszélben rosszabb volt, ráadásul a páncéltörő képessége nem haladta meg érdemben a D–10T előd képességeit. Első harci alkalmazása az hatnapos háborúban történt, ahol a T-55-tel azonos képességeket mutatott.
A T–62 leváltását célzó, a T–72 kifejlesztéséhez vezető program szintén Leonyid Karcev vezetésével indult meg, míg a nehéz harckocsik (T–10) kiváltására szolgáló fejlettebb, a T–64-et eredményező programot Alekszandr Morozov kapta meg. Oroszországban 2013-ban vonták ki véglegesen a hadrendből a T–62 harckocsikat, de számos 3. világbeli hadsereg alkalmazza még.